# Правокрилци
Правокрилци (Orthoptera) су велики ред крилатих инсеката, коме припадају чести инсекти попут скакаваца, зрикаваца, роваца и попаца. Више од 20.000 врста је дистрибуирано широм света.

## Морфологија
Имају два пара крила:
- предња, која су уска и јаче хитинизована, а код неких врста, као што су ровац и попац, су скраћена;
- задња, су шира од предњих и спакована су попут лепезе испод њих.

Оба пара крила је то што су јако добро инервисана и погодна су само за краћа летења. Изузетак у томе је путнички скакавац (Locusta) који у великим јатима прелази огромна растојања.
Осим неколико изузетака, правокрилци имају апарат за зрикање и слушне органе који показује велику разноврсност од врсте до врсте.
Задњи трбушни сегмент носи два наставка названа церци који могу да буду изграђени од једног или више чланака. Код женки се налази легалица различите дужине зависно од врсте.

## Систематика
Правокрилци се деле на два подреда:
1. Краткоантенални правокрилци или скакавци (Caelifera) који имају следеће особине:
пипци су већином краћи од половине дужине тела;
легалица је кратка;
зричећи апарат се налази на задњим ногама које тару о покрилца;
пресвлаче се 6-9 пута после чега постају полно зрели.
2. Дугоантенални правокрилци, зрикавци и попци, (Ensifera), са особинама потпуно супротним у односу на претходну групу:
пипци су им дужи од половине дужине тела
легалица је дуга;
зричећи апарат се налази на основи предњих крила, које тару једно од друго и тако производе звук;
до постизања полне зрелости пресвлаче се 5-6 пута.

### Подредови и породице
- A) Ифраред †Elcanidea
  - Надпородица 
    - Породица †
      - Подпородица †
      - Подпородица †
      - Род †
      - Род †

    - Породица †
      - Подпородица †
      - Подпородица †

    - Род †
    - Род †

  - Надпородица †
    - Породица †
      - Род †

    - Породица †
      - Род †

    - Породица †
      - Род †
      - Род †
      - Род †
- B) Инфраред }-†Oedischiidea}-
  - Надпородица †
    - Породица †
      - Род †
      - Род †

    - Породица †
      - Подпородица †
      - Подпородица †
      - Подпородица †

    - Породица †
      - Род †
      - Род †

    - Породица †
      - Подпородица †
      - Подпородица †
      - Подпородица †
      - Род †
      - Род †
      - Род †
      - Род †
      - Род †

    - Породица †
      - Подпородица †
      - Подпородица †
      - Подпородица †
      - Подпородица †

    - Породица †
      - Подпородица †
      - Подпородица †
      - Подпородица †
      - Подпородица †
      - Подпородица †
      - Подпородица †

    - Род †
    - Род †

  - Надпородица †
    - Породица †
      - Род †

    - Породица †
      - Род †

  - Надпородица †
    - Породица †
      - Подпородица †
      - Подпородица †
      - Подпородица †
- C) Инфраред Tettigoniidea
  - Надпородица 
    - Породица 
    - Породица †
    - Породица †
    - Породица †
    - Породица 
    - Породица †
    - Род †
    - Род †

  - Надпородица †
    - Породица †
      - Подпородица †
      - Подпородица †
      - Подпородица †
      - Подпородица †

  - Надпородица 
    - Породица 
      - Подпородица 
      - Подпородица 
      - Подпородица 
      - Подпородица 
      - Подпородица †
      - Подпородица 
      - Подпородица 
      - Pleme 
      - Род 
      - Род 
      - Род 
      - Род 
      - Род 
      - Род 
      - Род 
      - Род 
      - Род 

    - Породица 
      - Подпородица 

    - Породица 
      - Подпородица 
      - Подпородица 
      - Род †

    - Породица 
      - Подпородица 
      - Подпородица 
      - Подпородица 
      - Подпородица †

  - Надпородица 
    - Породица †
      - Род †

    - Породица 
      - група Подпородица 
        - Подпородица 
          - Pleme 
          - Pleme 
          - Pleme 
          - Pleme 
          - Pleme 
          - Pleme 
          - Pleme 
          - Pleme 
          - Pleme 
          - Pleme 

        - Подпородица 
          - Род 
          - Род 
          - Род 
          - Род 
          - Род 
          - Род 

        - Подпородица 
          - Pleme 
          - Pleme 
          - Pleme 
          - Pleme 
          - Pleme 
          - Pleme 
          - Pleme 
          - Pleme †
          - Pleme 

        - Подпородица 
          - Род 
          - Род 
          - Род 
          - Род 
          - Род 
          - Род 
          - Род 
          - Род 
          - Род 
          - Род 
          - Род 
          - Род 
          - Род 
          - Род 

        - Подпородица 
          - Род 
          - Род 
          - Род 
          - Род 
          - Род 
          - Род 
          - Род 
          - Род 

      - Подпородица 
      - Подпородица 
      - Подпородица 

    - Породица 
      - Подпородица 
      - Подпородица 
      - Подпородица 
      - Подпородица 
      - Подпородица 
      - Подпородица 
      - Подпородица 
      - Подпородица 
      - Подпородица 
      - Подпородица 
      - Подпородица 
      - Подпородица †
      - Подпородица 
      - Подпородица 
      - Подпородица 
      - Подпородица 
      - Род †
      - Род †
      - Род †

  - Род †
- D) Надпородица 
  - Породица †
- E) Надпородица 
  - Породица †
  - Породица 
  - Породица 
  - Породица 
  - Породица 
  - Породица †
- F) Надпородица 
  - Породица
- G) Надпородица 
  - Породица
- H) Породица †
  - Род †
- I) Породица †
  - Род †
  - Род †